# Kovács Zoltán (labdarúgó, 1973)
Kovács Zoltán (Budapest, 1973. szeptember 24. –) magyar válogatott labdarúgó, csatár.

## Pályafutása
Karrierjét az MTK-nál és a BVSC-nél kezdte, majd egy rövid pécsi kitérő után igazolt Újpestre, ahol pályafutása döntő részét játszotta. Ennél a klubnál az elmúlt évtizedek egyik legjelentősebb játékosának számít, a csapat kapitánya is volt hosszabb ideig. A Diósgyőr ellen lőtte be 100. újpesti gólját 2008. május 25-én. Küzdeni tudásával kiemelkedett a magyar mezőnyből, s az Újpest-szurkolók tiszteletére dalt is írtak: „Kovács Zoli lőjj egy gólt!” címmel.
Háromszor igazolt külföldre, a francia LB Châteauroux, a görög PAÓK és a kínai Sencsen Csienlipao csapataihoz, de rövidebb időn belül mindig visszatért Újpestre.
2008 nyarán az UTE szerződést bontott vele. 2008. június 30-án aláírta 1+1 éves szerződését a Győri ETO FC-vel. Itt 14 mérkőzésen 4 gólt lőtt a bajnokságban, mielőtt 2008. december végén bejelentette, hogy abbahagyja a profi labdarúgást.
Levezetésként első klubjában, a Budapest-bajnokság I. osztályában szereplő Nagytétényben játszott 2009 tavaszától amatőrként.
Tizenhat éves karrierje során 428 bajnoki mérkőzésen 145 gólt szerzett nyolc csapatában.
Első két válogatott mérkőzésén két gólt lőtt, azután még tizennyolcszor viselte a címeres mezt.

## Sportvezetőként
2009 júliusától utánpótlás-igazgatóként dolgozott az Újpestnél. 2010 januárjától sportigazgató lett. 2011 júliusában felbontották a szerződését. 2013 júliusában a DVTK sportigazgatója lett. Ezt a posztját 2014. június 16-ig töltötte be. Még ebben a hónapban ismét az Újpest sportigazgatója lett, 2015 márciusáig. 2015 júniusa és augusztusa között a Siófok sportigazgatójaként dolgozott, ezt követően a Videotonnál töltötte be ugyanezt a posztot 2021 nyaráig. 2024 májusában visszatért Újpestre, főtanácsadóként. 

## Sikerei, díjai
- Magyar bajnokság: bajnok (1997-1998)
- Magyar labdarúgó-szuperkupa: győztes (2002)
- Kínai bajnokság: bajnok (2003-2004)

## Statisztika

### Mérkőzései a válogatottban
| Magyarország | Magyarország         | Magyarország                    | Magyarország  | Magyarország | Magyarország        | Magyarország | Magyarország | Magyarország |
| #            | Dátum                | Helyszín                        | Hazai         | Eredmény     | Vendég              | Kiírás       | Gólok        | Esemény      |
| ------------ | -------------------- | ------------------------------- | ------------- | ------------ | ------------------- | ------------ | ------------ | ------------ |
| 1.           | 1997. június 8.      | Budapest, Népstadion            | Magyarország  | 1 – 1        | Norvégia            | vb-selejtező | 1            | 22'          |
| 2.           | 1997. augusztus 6.   | Siófok                          | Magyarország  | 3 – 0        | Málta               | barátságos   | 1            | 47' 79'      |
| 3.           | 1997. augusztus 20.  | Budapest, Népstadion            | Magyarország  | 1 – 1        | Svájc               | vb-selejtező | -            | 74'          |
| 4.           | 1997. szeptember 6.  | Varsó                           | Lengyelország | 1 – 0        | Magyarország        | barátságos   | -            | 46'          |
| 5.           | 1997. szeptember 10. | Budapest, Üllői úti Stadion     | Magyarország  | 3 – 1        | Azerbajdzsán        | vb-selejtező | -            | 59'          |
| 6.           | 1997. október 11.    | Helsinki                        | Finnország    | 1 – 1        | Magyarország        | vb-selejtező | -            | 57'          |
| 7.           | 1997. november 15.   | Belgrád                         | Jugoszlávia   | 5 – 0        | Magyarország        | vb-selejtező | -            | 61'          |
| 8.           | 1998. március 25.    | Bécs, Ernst Happel Stadion      | Ausztria      | 2 – 3        | Magyarország        | barátságos   | -            | 82'          |
| 9.           | 1998. május 27.      | Nyíregyháza, Városi Stadion     | Magyarország  | 1 – 0        | Litvánia            | barátságos   | -            | 73'          |
| 10.          | 1998. augusztus 19.  | Zalaegerszeg, ZTE Stadion       | Magyarország  | 2 – 1        | Szlovénia           | barátságos   | -            | 46'          |
| 11.          | 1998. szeptember 6.  | Budapest, Népstadion            | Magyarország  | 1 – 3        | Portugália          | Eb-selejtező | -            | 78'          |
| 12.          | 1999. március 10.    | Budapest, Üllői úti Stadion     | Magyarország  | 1 – 1        | Bosznia-Hercegovina | barátságos   | -            | 85'          |
| 13.          | 1999. október 9.     | Lisszabon, Estádio da Luz       | Portugália    | 3 – 0        | Magyarország        | Eb-selejtező | -            | 85'          |
| 14.          | 2003. augusztus 20.  | Muraszombat                     | Szlovénia     | 2 – 1        | Magyarország        | barátságos   | -            | 57'          |
| 15.          | 2003. szeptember 10. | Riga, Skonto stadion            | Lettország    | 3 – 1        | Magyarország        | Eb-selejtező | -            | 87'          |
| 16.          | 2003. november 19.   | Budapest, Üllői úti Stadion     | Magyarország  | 0 – 1        | Észtország          | barátságos   | -            | 45'          |
| 17.          | 2004. február 18.    | Páfosz (CYP)                    | Magyarország  | 2 – 0        | Örményország        | barátságos   | -            | 83'          |
| 18.          | 2004. február 21.    | Nicosia (CYP)                   | Magyarország  | 0 – 3        | Románia             | barátságos   | -            | 75'          |
| 19.          | 2005. október 8.     | Szófia, Vaszil Levszki Stadion  | Bulgária      | 2 – 0        | Magyarország        | vb-selejtező | -            | 78'          |
| 20.          | 2005. október 12.    | Budapest, Szusza Ferenc Stadion | Magyarország  | 0 – 0        | Horvátország        | vb-selejtező | -            |              |
|              | Összesen             |                                 |               | 20           | mérkőzés            |              | 2            | gól          |